# Evangelische Kirche Albungen

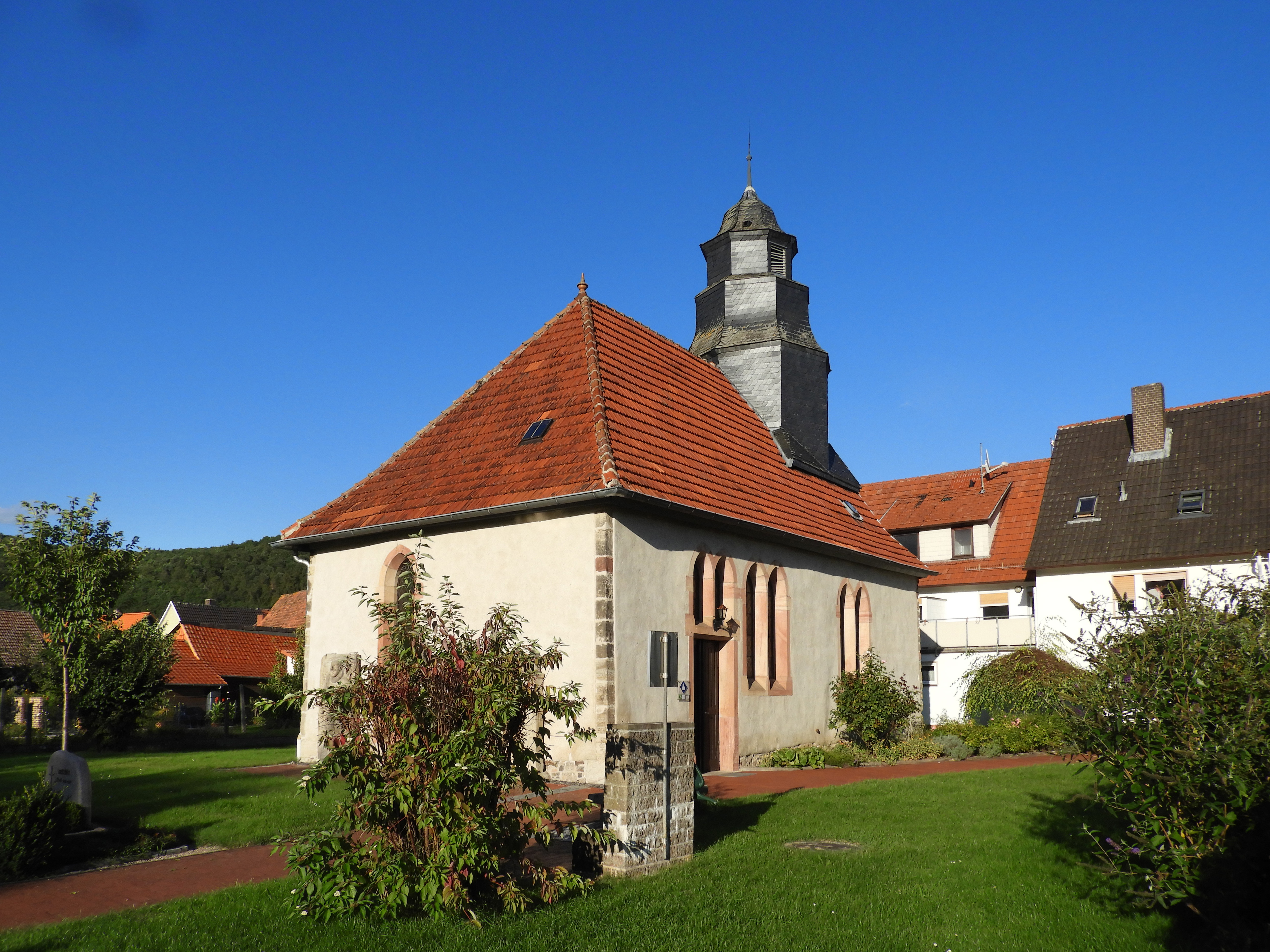
Ansicht von Südwesten

Die evangelische Kirche in Albungen, einem Stadtteil von Eschwege im nordhessischen Werra-Meißner-Kreis ist ein denkmalgeschütztes Gebäude. Albungen erstreckt sich links der Werra am Nordrand des Eschweger Beckens und die kleine massive Kirche des Dorfes liegt etwas versteckt hinter der Kirchstraße. Sie ist über einen Weg zwischen den Häusern Nr. 11 und 15 zu erreichen. Die Kirchengemeinde Albungens bildet seit dem Jahr 2011, nach der Auflösung des ehemaligen Kirchspiels Albungen-Hitzerode, mit den Gemeinden von Eltmannshausen, Niddawitzhausen und Weidenhausen das Kirchspiel Niddawitzhausen. In Niddawitzhausen befindet sich auch der Sitz des Pfarramts. Das Kirchspiel gehört zum Kirchenkreis Werra-Meißner, innerhalb der Evangelischen Kirche von Kurhessen-Waldeck im Sprengel Kassel.

## Geschichte
Erstmals erwähnt wurde Albungen als „Albungun“ im Jahr 1075 in einem Urkundenbuch der Reichsabtei Hersfeld. Das Dorf lag in dieser Zeit im Herrschaftsbereich der Grafen von Bilstein. Nachdem der letzte Bilsteiner, Graf Otto II., im Jahr 1301 seinen Besitz an Landgraf Heinrich I. von Hessen verkauft hatte, gehörte der Ort zum Gericht Bilstein und zum Klostergericht Germerode. Anrechte auf bilsteinische Lehen in Albungen hatte auch die Familie Diede. Sie waren hessische Burgmannen auf der Burg Fürstenstein und als im 16. Jahrhundert der Fürstenstein in ihren Alleinbesitz überging, gaben die Diede ihrem Namen den Zusatz „zum Fürstenstein“. Bis zu ihrem Aussterben 1807 bestimmten die Dieden entscheidend das Dorfgeschehen. Ihnen war die niedere Gerichtsbarkeit zustehend und das Patronatsrecht übten sie im Wechsel mit den Landgrafen aus.
Die heutige Kirche wurde vermutlich in den letzten Jahren des 16. Jahrhunderts oder im frühen 17. Jahrhundert erbaut. Romanisches Mauerwerk mit zwei zugemauerten Rundbogenfenstern an der Nordseite deuten darauf hin, dass das Gotteshaus auf dem Platz eines Vorgängerbaus errichtet worden ist. Die Jahreszahl 1621 an der nördlichen Empore scheint zu beweisen, dass die Kirche zu Beginn des Dreißigjährigen Krieges erweitert wurde.
Die eigenständige Pfarrei Albungen ist erst im Jahr 1593 entstanden, berichtet Pfarrer Wilhelm Bach in der im Jahr 1835 erschienenen Kirchenstatistik der evangelischen Kirche im Kurfürstenthum Hessen. Bis dahin war Albungen nebst Kleinvach in die am rechten Ufer der Werra befindliche Andreaskirche eingepfarrt. Als bei einer Überfahrt zum Gottesdienst das Fährschiff unterging und eine Anzahl Einwohner von Albungen ertrank, wurde die Verbindung mit Kleinvach aufgehoben und die Albunger Kirche selbständige Pfarrei mit der Filiale Hitzerode.

## Die Kirche
Den kleinen verputzten Saalbau, mit sichtbaren Ecksteinen an den Kanten, bedeckt ein im Osten abgewalmtes Satteldach. Der barocke Dachreiter, der auf der östlichen Giebelseite über dem Altar aufsitzt, wurde mit Schieferplatten verkleidet. Das Kircheninnere ist mit einer zweiseitigen Empore ausgestattet. In zwei der Brüstungsfelder der Emporen wurden Wappen derer von Diede eingearbeitet, die anderen schmückt eine blumenartige Malerei. Die Stützen sind mit Winkelhölzern und reichhaltigem Schnitzwerk sowie mit Schiffskehlen verziert. Das Gestühl, der Sandsteinaltar und die geschnitzte Holzkanzel sind schlicht gehalten. Ein Schmuckstück der Kirche ist das dreiteilige Fenster über dem Altar mit bildhafter Mosaikverglasung und Rundbogeneinfassung. In der Glockenstube befinden sich drei Bronzeglocken, von denen die älteste zu Beginn des 12. Jahrhunderts gegossen worden sein soll.

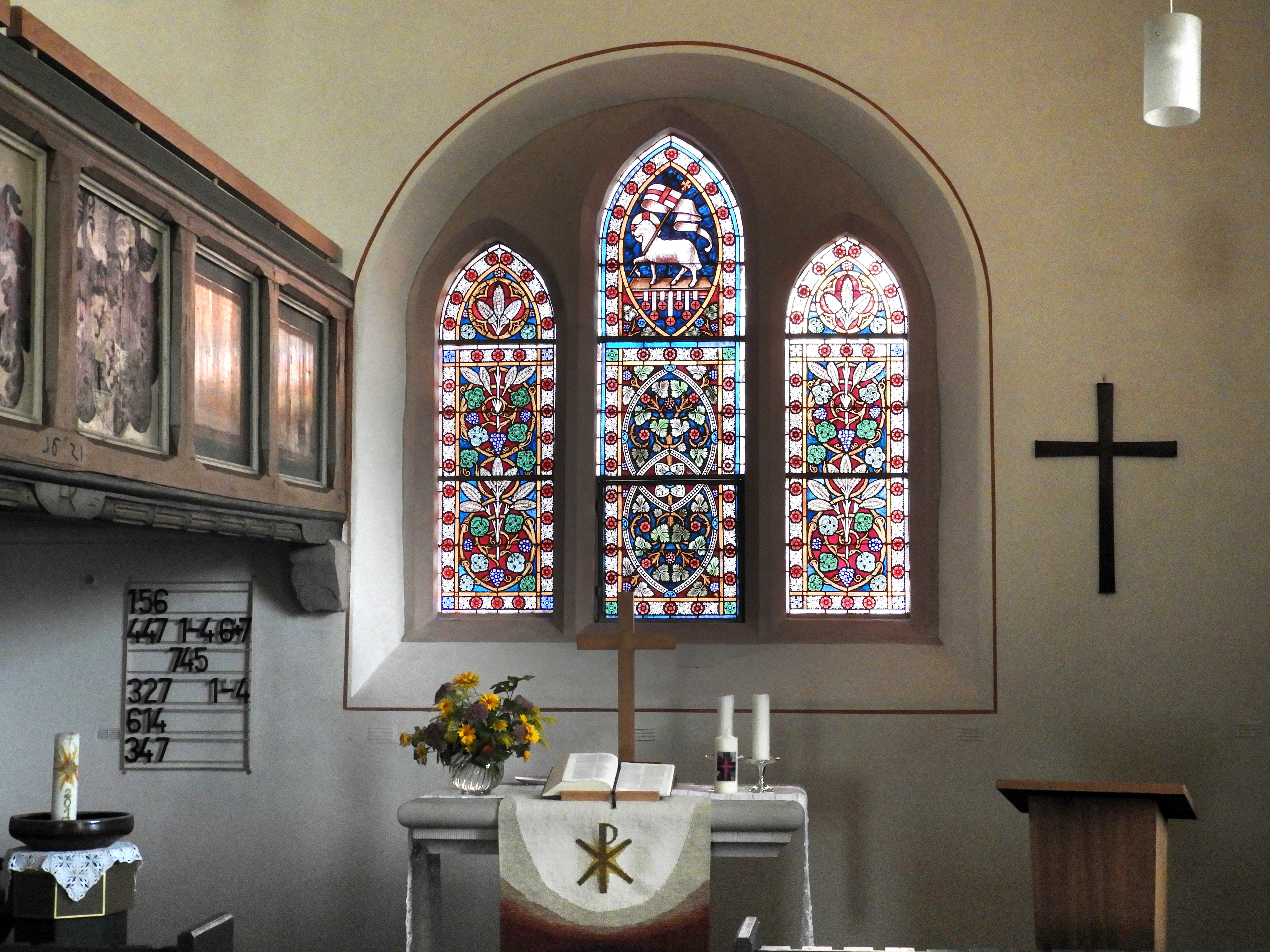
Das dreiteilige Kirchenfenster
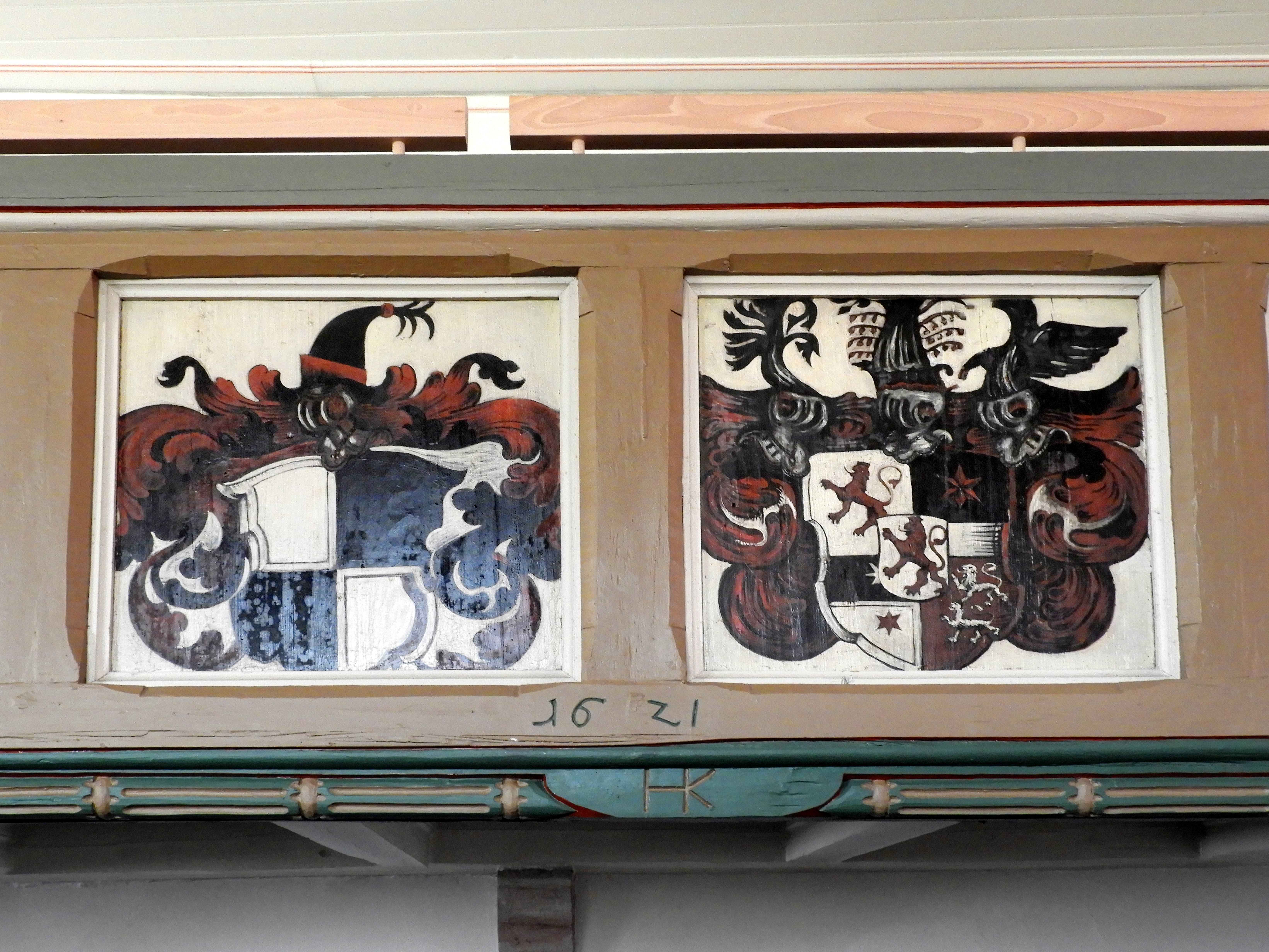
Wappen derer von Diede an der Empore

## Kirchenfenster
Über die Geschichte des Fensters ist nichts bekannt. Unterlagen zur Herkunft und zum Einbau fehlen. Es wird vermutet, dass das dreiteilige Fenster-Ensemble bei der umfangreichen Renovierung von 1890 eingesetzt worden ist. Es entstand wahrscheinlich in der zweiten Hälfte des 19. Jahrhunderts in der neoklassizistischen Phase der Glasmalereikunst und zeigt eine Mischung aus figürlichen und ornamentalen Abbildungen. Die figürlichen Motive sind die biblischen Symbole: Weinstock mit den Reben, Weizenähren und das siegreiche Lamm auf dem Buch mit den sieben Siegeln.

## Grabsteine

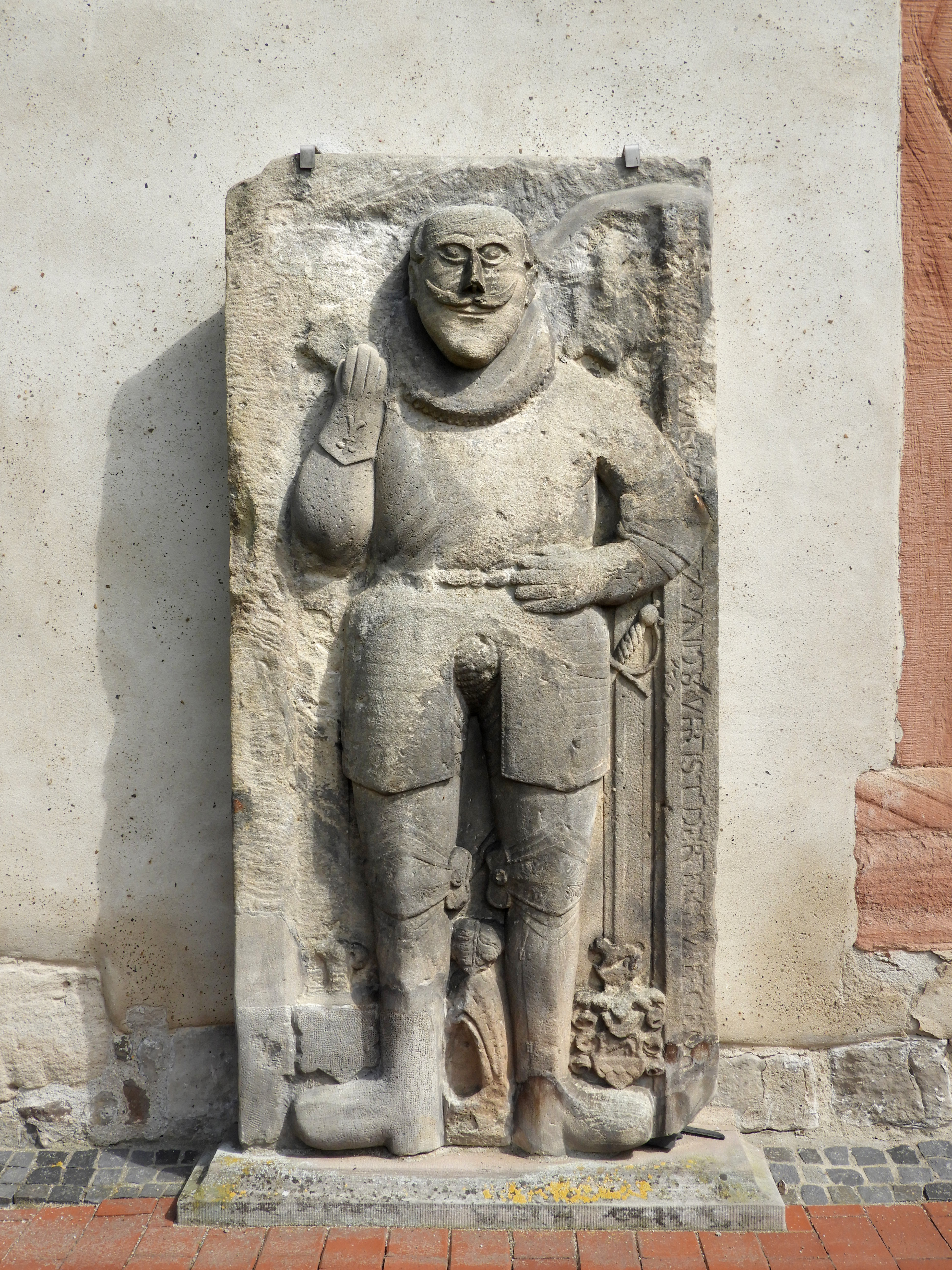
Epitaph eines Diede an der Kirche

An der westlichen Außenwand sind zwei Grabsteine befestigt die an die Familie Diede bzw. Diede zum Fürstenstein erinnern, die die Burg Fürstenstein oberhalb Albungens von 1436 bis zu ihrem Aussterben im Dezember 1807 in ihrem Besitz hatten. Das rechte Epitaph ist eine von den Diedes für ihren langjährigen Verwalter Elias Thon gestiftete Grabplatte. Das linke Epitaph zeigt eine in Stein gehauene überlebensgroße Figur, die einen Diede darstellt, im Ritterkostüm seiner Zeit mit spanischem Kragen und hochgezwirbeltem Schnurrbart. Zu seinen Füßen ist sein Wappen zu sehen.

## Radwegekirche
Im August 2016 wurde die Albunger Kirche offiziell zur Radwegekirche erklärt. Sie ist tagsüber vom Karfreitag bis zum Reformationstag auch außerhalb der Gottesdienstzeiten für Besucher frei zugänglich. Am Werratal-Radweg war sie damals die 6. Radfahrerkirche.

## Denkmalschutz
Wegen ihrer geschichtlichen und künstlerischen Bedeutung als Zeugnis bäuerlichen Lebens ist die Kirche ein geschütztes Kulturdenkmal. Sie befindet sich innerhalb der Gesamtanlage des Ortes, zu der die Straßenzüge des historischen Dorfkerns gehören, die über eine hochwasserfreie Kiesinsel zwischen der Werra und einem trockengelegten Altarm führen. Die Gesamtanlage wird ebenfalls aus geschichtlichen und künstlerischen Gründen geschützt. Im Denkmalverzeichnis des Landes Hessen hat die Kirche die Nummer 39957 und die Gesamtanlage Albungen mit den Straßen Burgstraße, Kirchstraße, Bilsteinstraße, Fährgasse und Hardtweg die Nummer 39926.